# 沃吉內鎮區 (阿肯色州傑佛遜縣)
沃吉內鎮區（英語：Vaugine Township）是位於美國阿肯色州傑佛遜縣的一個行政鎮區。

## 地方資料
沃吉內鎮區的面積為191.30平方千米，當中陸地面積為176.18平方千米，而水域面積為15.12平方千米。根據2010年美國人口普查的數據，當地共有人口49211人，而人口密度為每平方千米257.25人。